# Río Huasco
Río Huasco är ett vattendrag   i Chile.   Det ligger i regionen Región de Atacama, i den centrala delen av landet, 600 km norr om huvudstaden Santiago de Chile. Rio Huascos källa är Rio Del Carmen
Omgivningen kring Río Huasco är i huvudsak ett öppet busklandskap och området är mycket glesbefolkat, med 4 invånare per kvadratkilometer.